# 三川町 (福岡県)
三川町（みかわまち）は、福岡県の南部、三池郡にかつてあった町である。

## 概要
現在の大牟田市の南西部、船津町・三川町・三里町・早米来町・新港町・片平町などにあたる。
西は有明海に面し、北は大牟田市と、東は駛馬村と接していた。また、南は熊本県玉名郡荒尾町（現在の荒尾市）と接していた。
1908年（明治41年）に開港した三池港や、三井財閥の迎賓館として同年に建てられた三井港倶楽部などがある。
また、大牟田市に編入される直前の1927年（昭和2年）には大牟田電気軌道が開通し、大牟田市内から町域の西部を縦断し、熊本県との境界付近にある四ツ山電停までを結んでいた。

## 歴史
- 1889年4月1日 - 町村制が施行。三里（みさと）、川尻（かわしり）の2村が合併して三川村が発足。
- 1912年10月1日 - 三川村が町制施行し、三川町となる。
- 1929年4月1日 - 大牟田市に編入。

## 交通
前述の大牟田電気軌道のほか、国鉄（現在のJR九州）鹿児島本線の線路が町域の東部を縦断していたが、駅は設置されていない。

## 学校
- 三里尋常小学校（のちの三里小学校、現在の大牟田市立みなと小学校）
- 三川町立川尻尋常小学校（のちの大牟田市川尻尋常小学校→大牟田市立川尻小学校、現在の大牟田市立天領小学校）